# Encyrtocephalus atrativentris
Encyrtocephalus atrativentris är en stekelart som beskrevs av Girault 1931. Encyrtocephalus atrativentris ingår i släktet Encyrtocephalus och familjen puppglanssteklar. Inga underarter finns listade i Catalogue of Life.